# Universal Orlando
Universal Orlando (произносится Юнивёрсал Орла́ндо) — парк развлечений в городе Орландо (округ Ориндж штат Флорида, США). Полностью принадлежит мультинациональному медиа-конгломерату NBCUniversal. Второй по величине парк развлечений в Большом Орландо после «Мира Диснея».

## История
Парк был открыт 7 июня 1990 года, и тогда он состоял только из зоны, ныне известной как Universal Studios Florida. Первоначально им владели конгломераты NBCUniversal и Blackstone Group. Парк стал прямым конкурентом Disney's Hollywood Studios, находящемуся неподалёку и открытому годом ранее. В 1995 году началось строительство второй части парка, ныне известной как «Острова приключений», и 28 мая 1999 года «Острова…» приняли первых отдыхающих. Эта зона состояла из шести тематических «островов», наиболее известный из которых — Marvel Super Hero Island. «Острова…» не испытали ожидаемого наплыва посетителей, поэтому многие аттракционы здесь были вскоре закрыты. В сентябре 1999 года на территории парка открылась первая гостиница Loews Portofino Bay Hotel at Universal Orlando, что позволило отдыхающим не ограничиваться одним днём пребывания здесь. В декабре 2000 года заработала вторая гостиница «Тяжёлый рок» (не имеет отношения к одноимённой сети кафе-баров), в 2001 — третья, в 2014 — четвёртая, в 2016 — пятая гостиница сети Loews Hotels с общим количеством номеров 5600. В августе 2018 года планируется открытие шестой гостиницы на 600 номеров, а в более отдалённом будущем должна заработать седьмая гостиница, намного крупнее любой из уже существующих в парке, — на 4000 номеров.
В начале 2011 года Blackstone Group продала свою долю, и единоличным хозяином парка остался NBCUniversal.
В 2015 году на экраны вышел телефильм «Акулий торнадо 3», в котором значительная часть действия происходит в Universal Orlando.

## Описание
Парк делится на две ярко выраженные зоны, фактически, являющиеся отдельными парками развлечений: Universal Studios Florida и «Острова приключений». Кроме того можно обособить аквапарк «Залив вулкана», ночной развлекательный комплекс Universal CityWalk Orlando и пять гостиниц сети Loews Hotels.
Наиболее примечательные аттракционы парка: Волшебный мир Гарри Поттера, Гарри Поттер и запретное путешествие, Гарри Поттер и побег из Гринготтса, Hollywood Rip Ride Rockit, Месть Мумии, Woody Woodpecker's Nuthouse Coaster, Поединок с Драконом, Полёт гиппогрифа, Невероятный Халк, Despicable Me Minion Mayhem, The Simpsons Ride, Transformers: The Ride, Удивительные приключения Человека-паука, Люди в чёрном: Атака Чужих. Из ныне закрытых аттракционов парка можно отметить Назад в будущее: Путешествие, The Funtastic World of Hanna-Barbera, Jimmy Neutron's Nicktoon Blast, Wet 'n Wild Orlando. Есть театр на 1000 мест, в котором частыми гостями бывает перфоманс-группа Blue Man Group.
В парке регулярно проводятся различные мероприятия, наиболее заметные из которых: Ночи ужаса Хэллоуина, Раскачай Вселенную (христианский музыкальный фестиваль), Macy's Holiday Parade, Марди Гра, Уикенд Гарри Поттера, празднование Нового года.